# Kreisgericht Goldberg
Das Kreisgericht Goldberg war ein preußisches Kreisgericht in der damaligen Provinz Schlesien mit Sitz in der Stadt Goldberg.

## Geschichte
In Bezirk des Kreisgerichts Goldberg bestanden bis 1849 das königliche Land- und Stadtgericht Goldberg sowie viele Patrimonialgerichte.
1849 wurden in Preußen einheitlich Kreisgerichte geschaffen. Hierbei wurde die Patrimonialgerichtsbarkeit abgeschafft und die Patrimonialgerichte wurden aufgehoben. Auch die eingangs genannten Gerichte wurden aufgehoben und es entstand das Königliche Kreisgericht Goldberg im Sprengel des Appellationsgerichts Glogau. Es war für den Kreis Goldberg-Haynau zuständig.
Zuständiges Schwurgericht war das Kreisgericht Liegnitz. Am Gericht waren 1870 ein Direktor und sieben Kreisrichter eingesetzt. 1870 betrug die Zahl der Gerichtseingesessenen 50.168. Eine Gerichtskommission bestand in Haynau. Gerichtstage wurden in Märzdorf und Panthenau gehalten.
Im Rahmen der Reichsjustizgesetze wurde das Gerichtswesen in Deutschland 1879 vereinheitlicht. Damit wurde das Kreisgericht Goldberg aufgehoben und das königlich preußische Amtsgericht Goldberg mit Wirkung zum 1. Oktober 1879 als eines von acht Amtsgerichten im Bezirk des Landgerichtes Liegnitz als Nachfolger gebildet. Auch die Gerichtskommission wurde in ein Amtsgericht (Amtsgericht Haynau) umgewandelt.